# Christophe Baïocco
Pour les articles homonymes, voir Baiocco (homonymie).
Christophe Baïocco est un footballeur français (gardien de but) né le 29 avril 1966 à Dole.
Il a effectué 22 matches avec Lens en D1.

## Carrière
- 1988-1992 : RC Lens
- 1992-1993 : SO Châtellerault
- 1994-1997 : USL Dunkerque
- 1997-2000 : Pau FC
- 2000-2001 : Sporting Perpignan Roussillon[2]